# Новая Чемровка
Но́вая Чемро́вка — село в Зональном районе Алтайского края России. Административный центр и единственный населённый пункт Новочемровского сельсовета.

## История
Новая Чемровка была основана в 1762 году. В «Списке населённых мест Российской империи» 1868 года издания населённый пункт упомянут как заводское село Ново-Чемровское Чарышского участка Бийского округа Томской губернии при речке Чемровке. В селе имелось 26 дворов и проживало 200 человек (100 мужчин и 100 женщин). Функционировала православная церковь.
В 1899 году в селе, относившемуся к Шубинской волости Бийского уезда, имелось 682 двора (675 крестьянских и 7 некрестьянских) и проживало 4531 человек (2240 мужчин и 2291 женщина). Действовали две церкви, питейное заведение, два хлебозапасных магазина, пять маслобоен, три рушейки, четыре мелочных лавки, три мукомольных мельницы, церковно-приходская школа и домашняя школа грамоты. По состоянию на 1911 год село Новочемровское включало в себя 650 дворов. Население на тот период составляло 5935 человек.
В 1926 году в селе Ново-Чемровское имелось 1036 хозяйств и проживало 6346 человек (3071 мужчина и 3275 женщин). Функционировали школа I ступени, изба-читальня и лавка общества потребителей. В административном отношении Ново-Чемровское являлось центром сельсовета Бийского района Бийского округа Сибирского края.

## География
Село находится в восточной части Алтайского края, в пределах Бийско-Чумышской возвышенности, на берегах реки Чемровка, на расстоянии примерно 8 километров (по прямой) к юго-востоку от села Зональное, административного центра района. Абсолютная высота — 195 метров над уровнем моря.
Климат
Климат умеренный, континентальный. Средняя температура января составляет −18,2 °C, июля — +18,9 °C. Годовое количество атмосферных осадков — 518 мм.

## Население
| 1997  | 1998  | 1999  | 2000  | 2001  | 2002  | 2003  |
| ----- | ----- | ----- | ----- | ----- | ----- | ----- |
| 1690  | ↗1701 | ↗1735 | ↘1723 | ↗1759 | ↗1855 | ↘1851 |
| 2004  | 2005  | 2006  | 2007  | 2008  | 2009  | 2010  |
| ↘1845 | ↗1867 | ↘1861 | ↘1821 | ↘1805 | ↘1788 | ↗1867 |
| 2011  | 2012  | 2013  | 2014  | 2015  | 2016  | 2017  |
| ↘1866 | ↗1917 | ↗1932 | ↗2003 | ↗2042 | ↗2079 | ↗2087 |
| 2018  | 2019  | 2020  | 2021  |       |       |       |
| ↗2105 | ↘2103 | ↗2107 | ↗2115 |       |       |       |

Согласно результатам переписи 2002 года, в национальной структуре населения русские составляли 96 %.

## Инфраструктура
В селе функционируют средняя общеобразовательная школа, детский сад, фельдшерско-акушерский пункт (филиал КГБУЗ «Зональная центральная районная больница»), дом культуры, библиотека и отделение Почты России.

## Улицы
Уличная сеть села состоит из 27 улиц и 1 переулка.